# René Ceuppens
René Ceuppens, né à Louvain, le 25 octobre 1911 et décédé à Port-au-Prince, le 22 avril 1980, est un prêtre catholique, secrétaire du Cardinal Van Roey durant la seconde Guerre mondiale. Résistant, il joua un rôle important dans le sauvetage d'enfants juifs et l'évasion de civils et militaires vers l'Angleterre,.

## Biographie
René Ceuppens est né à Louvain, le 25 octobre 1911. De bonne heure, il se destine à la carrière ecclésiastique. Il obtiendra deux licences: l'une en théologie et la seconde en droit canonique. René Ceuppens est ordonné prêtre le 24 février 1935. Il s'occupe entre autres choses, de l'hébergement d'enfants basques fuyant la Guerre civile en Espagne. En 1940, la Belgique est mobilisée, il s’enrôle comme aumônier. C'est également cette année qu'il devint secrétaire du Cardinal Van Roey. Résistant, René Ceuppens servait d'agent de liaison entre l'Armée secrète et le Cardinal. Il prit une part active dans le réseau catholique belge qui permit le sauvetage de plusieurs milliers d'enfants juifs. Au sein de ce réseau mis sur pied par le Comité de défense des Juifs des époux Jospa (Hertz et Yvonne), il œuvre dans la clandestinité au côté d'Yvonne Nèvejean, Madeleine Sorel, Père Bruno, l'Abbé André… Son domicile était un point de chute pour les aviateurs ou les civils cherchant à rallier l'Angleterre. Il hébergeait également temporairement des enfants juifs en attente d'une famille d'accueil belge ou d'une institution d'accueil pour les soustraire à la barbarie nazie.
Après la guerre, René Ceuppens continua de travailler comme secrétaire pour l'archevêché de Malines. En 1966, il devient le secrétaire particulier du Cardinal Suenens. Dès 1962 et jusqu'en 1977, il assume également la charge de Vicaire général. En décembre 1977, il rejoint une mission catholique en Haïti où il décèdera le 22 avril 1980.

## Reconnaissances
- Juste parmi les Nations (avril 2016)